# Police du ciel
Police du ciel (Sky Police) est le seizième épisode de la vingt-sixième saison de la série télévisée Les Simpson et le 568e épisode de la série. Il est sorti en première sur le réseau Fox le 8 mars 2015.

## Synopsis
Le chef Wiggum se procure un réacteur dorsal, mais par sa maladresse il détruit l'église de Springfield. La congrégation locale, composée d'Apu, Marge, Ned, Helen, Lovejoy, Agnes et Tahiti Mel, décide de jouer au casino pour se procurer l'argent nécessaire à la reconstruction.

## Réception
Lors de sa première diffusion l'épisode a attiré 3,79 millions de téléspectateurs.